# Monowitz-Buna
Pour les articles homonymes, voir Buna.
Monowitz-Buna ou Auschwitz III est un des trois ensembles de camps de concentration et centres de mise à mort du vaste complexe d'Auschwitz, établi par les nazis dans le gouvernement général de Pologne, dans la localité de Monowitz (aujourd'hui Monowice, en Pologne). 
Établi en octobre 1942 en Pologne occupée comme annexe d'Auschwitz, le camp de Monowitz en est séparé en novembre 1943 en même temps qu'Auschwitz II (Birkenau).

## Histoire

### Auschwitz III: le camp de Monowitz et l'usine Buna
Monowitz est conçu comme un  camp de travail (Arbeitslager), mais avec une composante importante d'extermination par le travail. Le camp de Monowitz est en effet lié à l'usine Buna-Werke de la société IG Farben, une fabrique de caoutchouc où les détenus sont envoyés travailler. L'IG Farben y investit plus de 700 millions de Reichsmarks[réf. nécessaire].
Le camp héberge environ 12 000 prisonniers, des Juifs en grande majorité, mais aussi des prisonniers de droit commun et politiques, qui reçoivent généralement des tâches moins lourdes. 
La Buna est dirigée par des civils de la société exploitante, en coopération avec la SS. L'usine devait être entièrement construite et rentabilisée par les prisonniers, qui recevaient le strict minimum en matière d'outils, de nourriture et de logement. La mort d'épuisement ou d'inanition après quelques mois était la norme, mais il y avait un flux constant de nouveaux arrivants. 
Monowitz devient finalement[pas clair] le plus grand camp de travail de l'ensemble d'Auschwitz.

### La séparation entre Auschwitz et Monowitz-Buna
En novembre 1943, les SS décident que les camps d'Auschwitz II et d'Auschwitz III deviennent des camps séparés. 
Le capitaine SS Heinrich Schwarz est nommé commandant de Monowitz, poste qu'il occupe de novembre 1943 à janvier 1945. 
Les détenus trop épuisés pour continuer à travailler sont envoyés dans les chambres à gaz de Birkenau afin d'y être exterminés.
En décembre 1943 est établie une annexe de Monowitz, le camp de Bobrek, lié à une usine métallurgique de la société Siemens.

### Les bombardements (août-décembre 1944)
Monowitz est le seul camp d'Auschwitz qui ait été bombardé volontairement par les Alliés, à quatre reprises durant l'année 1944 : le 20 août, le 13 septembre et les 18 et 26 décembre. 
D'autres camps ont cependant pu recevoir des « bombes perdues », notamment lors de l'attaque du 13 septembre 1944. Ces bombardements entraient dans la stratégie alliée visant à affaiblir les espaces de production allemands .

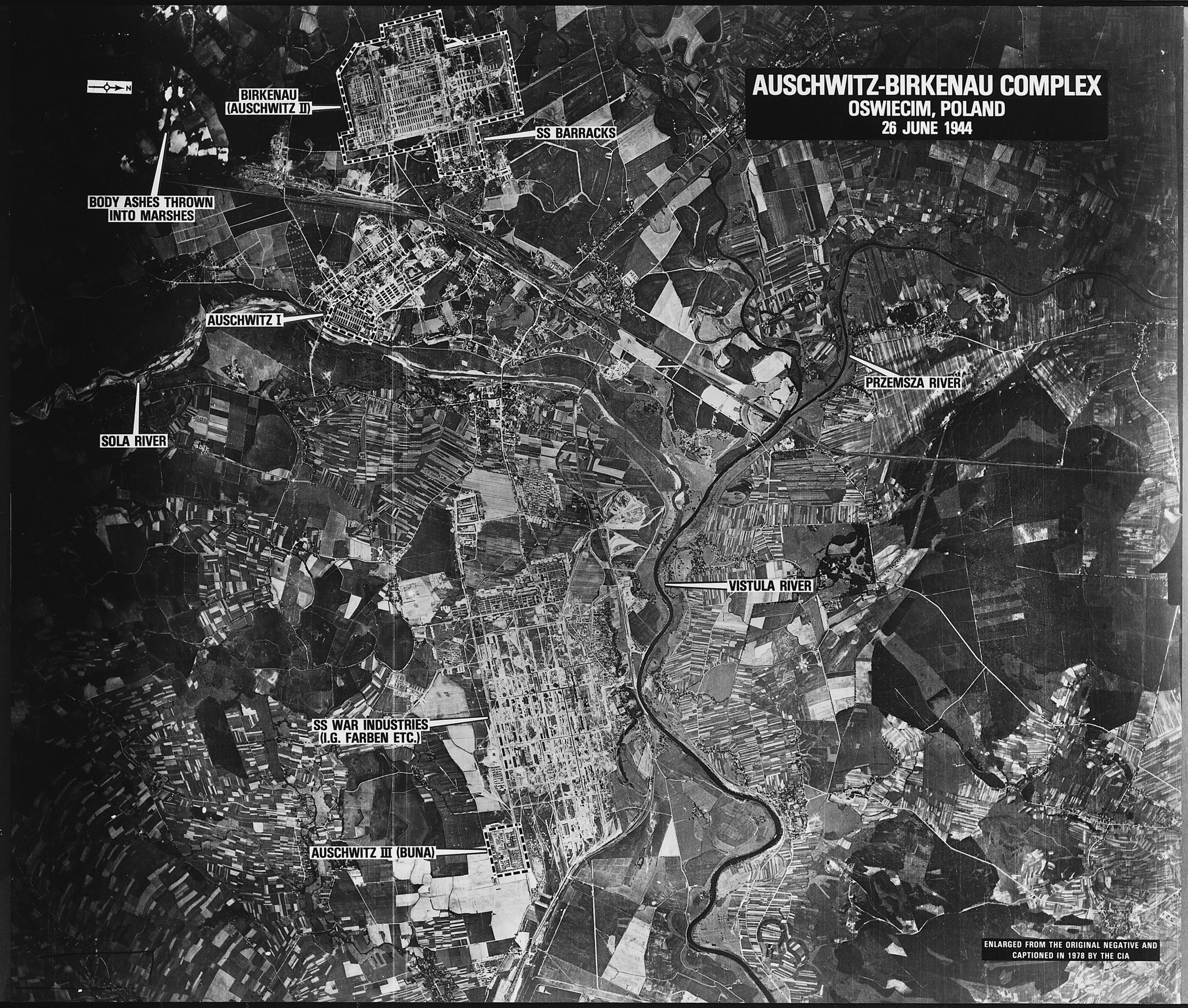
Carte montrant la répartition entre Auschwitz I, II et III.

### La libération du camp
Au cours du mois de janvier 1945, les SS évacuent tous les prisonniers de l'ensemble d'Auschwitz, y compris Monowitz, essayant de fuir devant l'Armée rouge dans une « marche de la mort » en direction de l'Allemagne.
Quelques jours plus tard, toujours en janvier 1945, l'armée soviétique entre dans Monowitz, où se trouvent encore quelques prisonniers, principalement ceux laissés à l'infirmerie lors de l'évacuation, parmi lesquels se trouve Primo Levi.

## Prisonniers connus
- Paul Chytelman
- Primo Levi
- Lorenzo Perrone
- Elie Wiesel
- Young Perez
- Alfred Nakache